# Rieni Drinks
Rieni Drinks este o companie producătoare de băuturi răcoritoare din România, care face parte din grupul European Drinks.
În ianuarie 2007, Rieni Drinks a achiziționat un pachet de 39,62% din capitalul companiei hoteliere Banat Estival 2002 din stațiunea Olimp.
Număr de angajați în 2005: 300
Cifra de afaceri în 2005: 40,6 milioane euro